# جيامباولو باتسيني
جيامباولو بازيني (بالإيطالية: Giampaolo Pazzini) (مواليد 2 أغسطس 1984 في بيتشيا - إيطاليا) لاعب كرة قدم إيطالي يلعب حاليا لصالح نادي الدرجة الأولى هيلاس فيرونا الإيطالي في مركز المهاجم.يمتاز المجنون (Il Pazzo) كما يلقبونه في إيطاليا بإكمال الهجمة أو مايسمى اللمسة الأخيرة والتي تتوج عادة بالأهداف كما يمتاز بالتسجيل بالرأس.

## السيرة الذاتية

### مع الأندية
- بدا مع نادي أتلانتا منذ موسم 2003-2005 في دوري الدرجة الثانية ثم الدرجة الأولى في الموسم الذي يليه، برز في الفئة الناشئة بشكل سريع، امضى موسمين مع اتلانتا، لعب 51 مباراة في الدوري سجل 12 هدف(منها 3 على مستوى الدرجة الأولى الإيطالي)و تحول من مركز ظهير ايسر إلى مهاجم ثم اختطفه نادي فيورنتينا ولعب فيه أربع مواسم سجل فيها 25 هدفا ولكنه قرر الطلاق عنها بعد جلبه الفريق للاعب ألبرتو جيلاردينو عام 2008، وانتقل في فترة الانتقالات الشتوية لنادي سمبدوريا وشكل ثنائي مرعب مع لاعب أنطونيو كاسانو وسجل 11 هدفا في موسم ونصف.
- في موسم 2010-2011 انتقل اللاعب بازيني إلى نادي إنترميلان بقيادة ليوناردو مقابل 12 مليون أورو بالإضافة إلى لاعب الجناح جوناثان بيابياني ولوكا كالدريولا.وفي يوم 30 جانفي 2011، دخل بازيني في الشوط الثاني وأبدع وسجل هدفين وصنع هدف الفوز بعد سقوطه في موقع الجزاء في مباراة نادي باليرمو وسجل هدف الفوز أمام نادي باري ونادي فيورنتينا وكذلك أنقذ فريقه من التعادل أمام نادي ليتشي العصيب.

## مع المنتخب
- لعب بازيني مع المنتخب الإيطالي للأمال أربع مواسم ودخل التاريخ بتسجيله هدفا في ملعب ويمبلي الشهير بعد افتتاحه مباشرة، وبعد العروض الرائعة مع سمبدوريا استدعي بازيني للعب في منتخب إيطاليا في 28 مارس 2009 ضد الجبل الأسود، ودخل بازيني في الدقيقة 59 وسجل هدفه الأول في الدقيقة 72، وبعد أدائه الرائع رشح لأخذ مكانة في المنتخب في نهائيات كأس العالم 2010 بجنوب أفريقيا.

## الإنجازات

### مع المنتخب
- بطولة أوروبا للشباب (1) :
  - البطل : 2003.

### فرديا
- أفضل لاعب شاب في البطولة الإيطالية :2005.

## مسيرته مع الانديه
- ناديشالنيه : 2001-2003
- نادي أتلانتا : 2004–2005
- نادي فيورنتينا : 2009-2005
- نادي سمبدوريا : 2009–2011
- إنتر ميلان : 2011-؟

## روابط خارجية
- جيامباولو باتسيني على موقع الاتحاد الدولي (مؤرشف)  (الإنجليزية)
- جيامباولو باتسيني على موقع الاتحاد الأوربي (الإنجليزية)
- جيامباولو باتسيني على موقع إي إس بي إن إف سي (الإنجليزية)
- جيامباولو باتسيني على موقع قاعدة بيانات كرة القدم.إي يو (الإنجليزية)
- جيامباولو باتسيني على موقع بيانات كرة القدم. دي إي (الألمانية)
- جيامباولو باتسيني على موقع ليكيب (الفرنسية)
- جيامباولو باتسيني على موقع ناشيونال فوتبول تيمز (الإنجليزية)
- جيامباولو باتسيني على موقع Soccerway.com (الإنجليزية)
- جيامباولو باتسيني على موقع عالم كرة القدم.نت (الإنجليزية)
- جيامباولو باتسيني على موقع كووورة